# Сателитско снимање
Сателитско снимање је термин под којим се подразумева снимање Земље или других планета из вештачких сателита.

## Употреба
Сателитски снимци имају широку примену у пољопривреди, геологији, шумарству, просторном планирању, школству, обавештајне сврхе и рату. Снимци могу бити у виду приказа у видљивом спектру али и могу носити информације из осталих делова електромагнетског спектра. Постоје елевационе карте, које се израђују на основу снимака начињених радарским снимањем. Интерпретација и анализа сателитских снимака обављају се коришћењем програмских пакета попут ЕРДАС имеџина (ERDAS Imagine) или Енвија (ENVI).

## Резолуција и подаци
Сателитско снимање подразумева снимање једном од две врсте резолуција:
- радиометријском
- геометријском.

Радиометријска резолуција представља ефективну бит-дубину сензора (нумеричка вредност грејскејла-нијансе сиве) и обично је 8-битна (0-255), 11-битна (0-2047), 12-битна (0-4095) или 16-битна (0-65,535).
Геометријска резолуција се се односи на способност сателита да успешно сними одређени део Земљине површине у једном пикселу а изражава се преко јединица GSD (Ground Sample Distance). GSD је показатељ који обухвата оптичке и системске шумове и користи се за поређење квалитета снимања помоћу јасноће једног пиксела. На пример, GSD Ландсатових снимака износи око 30 метара, што значи да је најмања јединица снимка, пиксел, је подручје Земљине површине које је величине око 30 m x 30 m.